# 国民议会 (亚美尼亚)
亚美尼亚共和国国民议会是亚美尼亚的国家立法机构。

## 沿革
1839年，奥斯曼土耳其帝国允许亚美尼亚人拥有部分权利。1860年，奥斯曼土耳其帝国定制了首部宪法，从那时起，国民议会拥有140个席位，它处理亚美尼亚人在奥斯曼土耳其帝国的国家政策、宗教、教育、文化和其他问题。

1917年的二月革命从苏联席卷亚美尼亚，亚美尼亚建立了亚美尼亚共和国。

## 概况
亚美尼亚国民议会是一院制，至少有101个席位，但如果额外分配席次，最多可增加到约200席。